# Sphaerophragmiaceae
De Sphaerophragmiaceae zijn een familie van schimmels, die behoren tot de roesten. Het typegeslacht is Sphaerophragmium.

## Geslachten
Tot de Sphaerophragmiaceae behoren vier geslachten:
- Austropuccinia
- Hapalophragmium
- Sphaerophragmium
- Triphragmiopsis